# Brezolupy
Brezolupy jsou obec na Slovensku v okrese Bánovce nad Bebravou. Leží v nadmořské výšce 222 metrů. Žije zde 521 obyvatel.

## Historie
První písemná zmínka o vsi je z roku 1294 (podle jiných pramenů až z roku 1323 uváděny jako Brezolup) a byly součástí panství hradu Uhrovec, od konce 19. století panství Bánovce-Trenčín. V roce 1663 byla obec zpustošena Turky. V roce 1598 bylo ve vsi třináct domů, v roce 1715 ve vsi byli tři daňoví poplatníci, v roce 1784 žilo v 21 domech 139 obyvatel a v roce 1828 žilo 146 obyvatel ve dvaceti domech. Hlavní obživou bylo zemědělství a obchod se dřevem. V 19. století byl v obci v provozu lihovar.
Do roku 1918 patřila obec v Trenčínské župě k Uherskému království, poté se stala součástí Československa a následně Slovenska. V roce 1921 se celá obec stala obětí velkého požáru, ale později byla obnovena.

## Přírodní poměry
Obec leží v severovýchodní části Nitranské pahorkatiny v údolí Miezgovského potoka a potoka Hydina, přítoků řeky Bebravy. Odlesněné členěné území má nadmořskou výšku v rozmezí 202–319 m, střed obce leží ve výšce 230 m n. m. Terciérní sedimenty jsou kryté spraší. Celková rozloha území obce je 6,3382 km², z toho v roce 2020 připadalo 55 % na zemědělskou půdu. Celkové využití půdy (2020): 41 % orná půda, 3 % zahrady, 32 % lesy a 2 % vodní plocha. V roce 2024 připadalo 350,18 ha na zemědělskou půdu, z toho 260,5 ha byla orná půda, 15,76 ha zahrady a 70,92 ha travnaté plochy. Na lesy připadalo 200,16 ha, vodní plocha zaujímala 9,94 ha a na zastavěnou plochu připadalo 32,25 ha. Obec sousedí:
| Bánovce nad Bebravou | Miezgovce           |         |
|                      |                     | Uhrovec |
| Dolné Naštice        | Pravotice, Vysočany |         |

Součástí obce je osada Jerichov.

## Kostel
V obci je římskokatolický filiální kostel Panny Marie Sedmibolestné postavený ve 20. století. Kostel náleží pod římskokatolickou farnost Vysočany, děkanátu Bánovce nad Bebravou, diecéze nitranské.